# Maison Chtchelokov
La maison Chtchelokov (дом Щелоковых) est une demeure de maître de Nijni Novgorod en Russie, inscrite au patrimoine architectural. Elle a été construite en bois dans les années 1820, sans doute selon les plans de l'architecte de la ville, Ivan Efimov.
La maison Chtchelokov se distingue comme étant un rare témoignage de l'architecture de bois conservée jusqu'à nos jours de l'architecture néoclassique de bois de Nijni Novgorod. 

## Histoire
Le terrain d'angle des rues Varvarskaïa (Sainte-Barbe) et Ossipnaïa (aujourd'hui rue Piskounov) a été déterminé par le plan général de la ville de 1799. C'est un terrain alors non construit. Au début du XIXe siècle, il appartient au conseiller à la cour, E.M. Mikhaïlov. L'auteur des plans de la maison n'est pas déterminé, mais il est supposé qu'il s'agirait, grâce à des archives, d'Ivan Efimov inspiré par les façades dessinées par lui dans les années 1809-1812.
Dans les années 1830, la maison appartient à l'épouse d'un conseiller d'État, K.I. Ilina, puis de 1836 jusqu'au début du XXe siècle au riche marchand M.F. Chtchelokov et à ses descendants. La maison est connue sous ce nom dans les répertoires d'histoire de l'architecture. La maison est réaménagée en 1861 avec la construction par Ivan Kostrioukov d'une pièce avec des entresols sur la façade de côté au nord-ouest. Dans les années 1870, la façade est refaite dans le genre éclectique, des détails classiques aux proportions rigoureuses disparaissent du décor: ainsi le portique est altéré. Les pilastres sont complétés par des panneaux et un décor géométrique en bois superposé.
Les propriétaires sont expulsés et la maison nationalisée au début de 1918. Elle est divisée en appartements. L'édifice conserve son aspect du dernier tiers du XIXe siècle tout au long du XXe siècle, avec cependant quelques transformations des fenêtres du côté sud-est et des ajouts du côté de la cour. Les poêles d'angle de faïence du grand salon disparaissent.
En 1996, la maison est endommagée par un incendie. Elle est sécurisée en 2001 et son accès interdit par des palissades. L'édifice sombre peu à peu dans un état pitoyable.

### Restauration

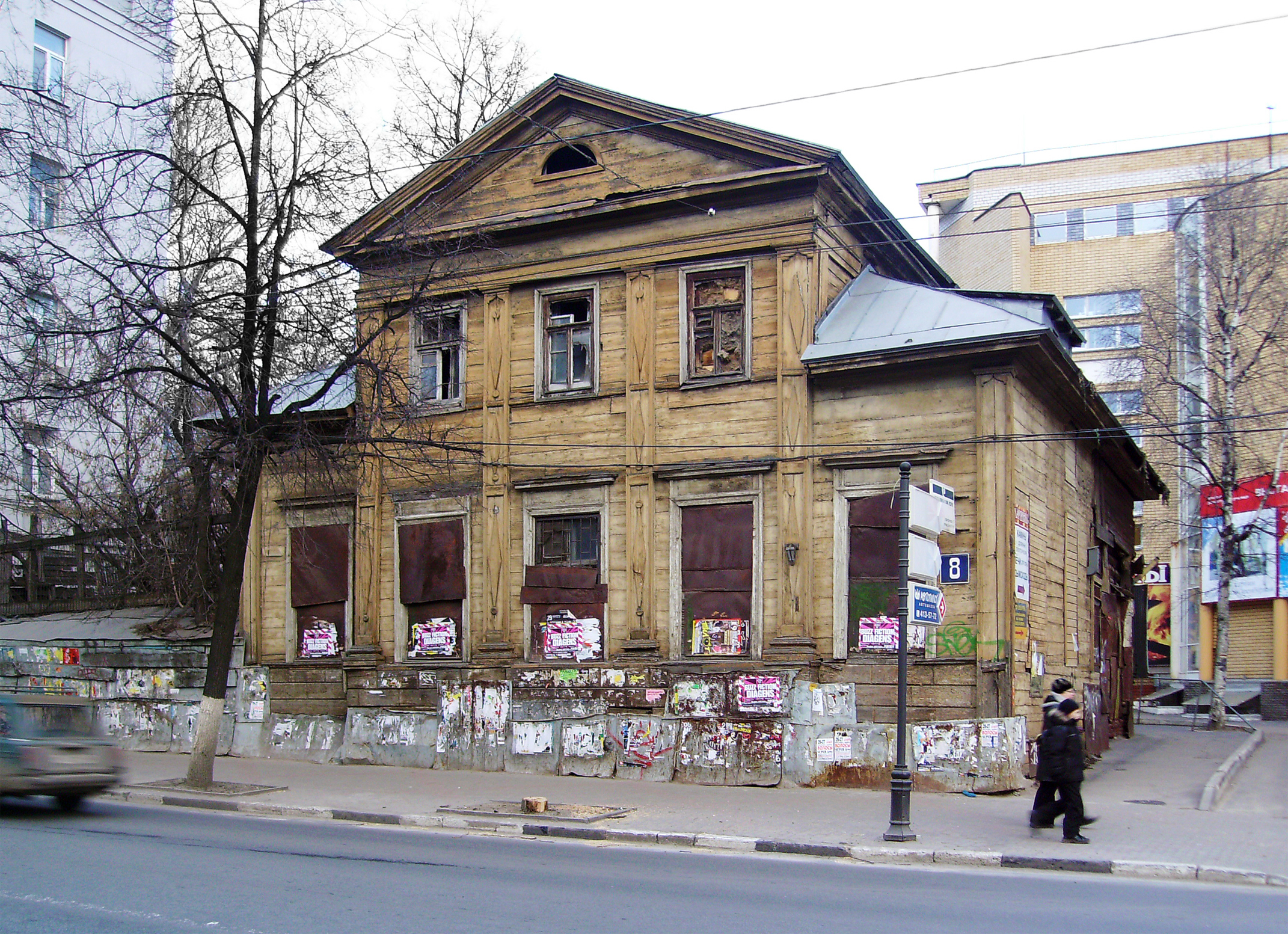
Aspect de la maison en 2008.

La firme Asgrad présente en 2020 un projet de restauration. Au moment des travaux de restauration, la maison était une maison en bois gainée de planches sur une fondation en pierre, avec une mezzanine à trois fenêtres et une mezzanine depuis la cour. Le volume principal est de plan presque carré - 12,6 × 13 m. Du nord-ouest, une annexe à deux étages, de plan rectangulaire, la jouxte. Le portique à pilastres d'origine a été modifié dans les années 1870 : les pilastres sont complétés par des chapiteaux simplifiés de deux petites étagères ; les plans sont complétés par des panneaux et des décors appliqués. Des pilastres d'origine, seules les bases aux profils classiques ont été conservées, surélevées au niveau du bas des fenêtres du rez-de-chaussée (initialement, ils s'appuyaient sur un socle). Les fenêtres étaient décorées d'architraves profilées encadrées avec des architraves droites.
La présence de matériaux d'archives a permis de reconstituer l'aspect historique de la façade principale. En conséquence, l'option d'une restauration complète a été choisie « à la date optimale ». L'adaptation à un usage moderne devait affecter au minimum les structures d'origine et la structure de planification. le projet est censé restaurer les boiseries d'origine des années 1870. La décoration ornementale a été restaurée avec l'ajout d'éléments fragmentaires perdus - chambranles, pilastres, rustication, ceintures profilées, sculptures combinées - sur la base d'éléments originaux conservés et sur la base de photographies historiques.
Les intérieurs du bâtiment prévoient la reconstruction de la suite classique perdue de pièces avec un escalier central en bois, ainsi que des éléments artistiques - poêles en faïence, décor en stuc et garnitures de porte.
En 2021, les travaux de restauration de la maison ont commencé : la charpente en bois a été démontée et remontée, avec le remplacement des rondins endommagés, les fondations ont été renforcées,.

## Architecture
La maison Chtchelokov est l'un des types les plus courants de bâtiments en bois classiques de Nijni Novgorod - une maison avec une mezzanine. L'apparence originale de la maison est enregistrée sur un dessin d'archives de 1851. La partie centrale de la façade était accentuée par un portique à quatre pilastres, complété par un fronton triangulaire. Le décor ascétique de la façade confère à la maison une monumentalité caractéristique de cette période de l'architecture : les fenêtres carrées de l'entresol sont ornées d'architraves plates; les surfaces entre les fenêtres du rez-de-chaussée et la plinthe sont décorées de larges rustines ; les coins sont décorés de rustication de planches; la décoration principale de la façade est le portique central dont les pilastres ont des chapiteaux ioniques classiques; la corniche possède seize consoles.
La maison a conservé la disposition spatiale générale de la façade et des salons, caractéristique du classicisme russe. L'escalier avec les marches à remontoir de la conception originale historique, et les balustres, seul exemple d'escalier d'architecture classique conservé à Nijni Novgorod, sont particulièrement précieux.                                   